# Negroamaro
Le negroamaro  est un cépage italien de raisins noirs.

## Étymologie
Le nom contient la répétition du mot noir en deux langues: niger en latin et maru en grec ancien, mais il se peut aussi qu'il dérive de l'expression dialectale Niuru Maru, noir amer, faisant référence à la couleur noire de la peau et au goût amer du vin.

## Origine et répartition géographique
Ce cépage provient du sud de l’Italie, et plus particulièrement de la région des Pouilles. 
Sa culture remonte à l'époque de la colonisation grecque VIIe siècle av. J.-C.
Jusqu'à récemment, la production de ce cépage était employée pour les vins de coupe (mélanges avec d'autres vins), où le negroamaro donnait une couleur profonde à différents vins du nord de l'Italie ou de France. Lorsque le 9 septembre 1957, les embouteilleurs du Nord n'achetèrent plus les raisins, cela conduisit à une révolte. 
Il est classé cépage d'appoint en DOC Alezio, Brindisi, Canavese, Castelli Romani, Contea di Sclafani, Copertino, Cori, Etna, Faro, Galatina, Leverano, Matino, Nardò, Pinerolese, Rosso di Cerignola, Salice Salentino, Sambuca di Sicilia, Scavigna, Squinzano et Valsusa. Il est classé recommandé en Bari, province de Brindisi, Foggia, province de Lecce et province de Tarente  dans la région des  Pouilles. En 1998, il couvrait 31.380 ha.

## Caractères ampélographiques
- Extrémité du jeune rameau cotonneux, jaune blanchâtre avec un liseré rosé.
- Jeunes feuilles duveteuses.
- Feuilles adultes, à cinq lobes avec des sinus supérieurs moyennement profonds en lyre fermée,  un sinus pétiolaire en U plutôt ouvert, des dents ogivales, moyennes, en deux séries,  un limbe duveteux.

## Aptitudes culturales
La maturité est de troisième époque tardive: 35  jours après le chasselas.

## Potentiel technologique
Les grappes et les baies sont de taille moyenne à grande. La grappe est conique et compacte (poids +/- 300 - 350 g). Les vins sont souvent vinifiés en mélange avec le malvasia nera di Brindisi, le sangiovese et le montepulciano. Vinifié seul, le negroamaro donne un vin de couleur rouge grenat et qualité moyenne.

## Synonymes
Le negroamaro est connu sous le nom de abbruzzese, albese, arbese, arrise, jonico, lacrimo (erroné), mangiaverme, negro amaro, nero amaro, nero leccese, nicra amaro, niuru maru, negramaro et uva cane